# Juan Leandro Quiroga
Juan Leandro Quiroga (Monte Buey, Provincia de Córdoba, Argentina; 20 de abril de 1982) es un exfutbolista argentino. Se desempeñaba como defensor lateral y su último club fue el Club Atlético Belgrano.
Su debut en la Primera División se produjo el 24 de febrero de 2002 con el Club Atlético Banfield, siendo el director técnico Luis Garisto.

## Clubes
| Club                        | País      | Año         | PJ | Goles |
| --------------------------- | --------- | ----------- | -- | ----- |
| Banfield                    | Argentina | 2002 - 2004 | 6  | 0     |
| Defensa y Justicia          | Argentina | 2004 - 2007 | 45 | 0     |
| Puebla FC                   | México    | 2007        | 15 | 0     |
| Newell's Old Boys           | Argentina | 2008 - 2010 | 47 | 1     |
| Colón                       | Argentina | 2010 - 2011 | 32 | 0     |
| Belgrano                    | Argentina | 2011 - 2014 | 78 | 0     |
| Gimnasia y Esgrima La Plata | Argentina | 2014        | 15 | 0     |
| Olimpo                      | Argentina | 2015 - 2017 | 39 | 0     |
| Belgrano                    | Argentina | 2017 - 2020 | 42 | 0     |